# Oder-Winterhochwasser 1981/82
Das Oder-Winterhochwasser 1981/82 entwickelte sich zu einem ungewöhnlich starken Eishochwasser. Hohe Niederschläge am Oberlauf der Oder verursachten bereits in den Monaten Oktober und November einen hohen Wasserstand des Flusses. Weiterhin kam es im Dezember 1981 bei Tiefsttemperaturen von bis zu minus 20 Grad Celsius zu einer starken Eisbildung auf der Oder.
Das Kerneis im Fluss war bis zu einem Meter dick. Eine vorübergehende Tauwetterperiode am Oberlauf der Oder in Schlesien zum Jahreswechsel ließ in dieser Situation viel Schmelzwasser abfließen. Im Zusammenhang mit einer nachfolgenden Frostperiode entwickelte sich ein starker Eisgang, der Eisversetzungen von bis zu drei Meter Höhe verursachte. Im Bereich des Eisstandes kam es zu Wasseranstiegen von einem bis zu eineinhalb Metern.
Seit dem 12. Januar arbeitete sich die deutsch-polnische Eisbrecherflotte von der unteren Oder herauf, um das Eis aufzubrechen.

## Im Oderbruch
Die Deiche wurden ständig von Deichläufern patrouilliert und von den staatlichen Behörden wurden alle Vorbereitungen für eine schnelle Evakuierung von Menschen, Nutztieren und Sachwerten getroffen. Bis zu 60 cm dicke Eisschollen ragten hoch aufgetürmt über die Deiche. Das Einlassbauwerk im Oderdeich bei Stützkow wurde durch die Eismassen zerstört. Ein Rückstau der Welse im Bereich des Parkes Heinrichslust brachte Schwedt/Oder in Hochwassergefahr. Nur durch einen zusätzlichen Notdeich parallel zur Straße Richtung Papierfabrik konnte es abgewendet werden. Auf dem  Flugplatz Marxwalde wurde eine Hubschrauberstaffel der NVA vom Flugplatz Brandenburg-Briest stationiert. Sie sollte Eisversetzungen bei Groß Neuendorf bombardieren. Es kam jedoch nicht zum scharfen Einsatz. 
In den ersten Februarwochen entspannte sich die Hochwasserlage.